# Зданович, Александр Александрович
Алекса́ндр Алекса́ндрович Здано́вич (род. 1 января 1952, Красноярск, СССР) — советский и российский деятель спецслужб и историк. Доктор исторических наук, профессор. Генерал-лейтенант в отставке.
Руководитель Центра общественных связей и управления программ содействия ФСБ (1996—1999).

## Биография
Родился в 1952 году в Красноярске.
В 1976 году с отличием окончил Высшую Краснознамённую школу КГБ СССР.
В 1992—1993 годах в звании капитана 2-го ранга занимал должность заместителя начальника 1-го отдела Центра общественных связей Министерства безопасности Российской Федерации.
В 1996—1999 годах руководил Центром общественных связей ФСБ РФ. 22 сентября 1999 года, выступая в программе НТВ, посвящённой независимому расследованию Теории заговора о взрывах жилых домов (1999), отстаивал позицию, что в инцидент в Рязани был элементом учений и в мешках был сахар. В ноябре 1999 года возглавил Управление программ содействия ФСБ.
В 2002 году назначен заместителем председателя ВГТРК по вопросам безопасности, с 2012 по 2014 год — советник генерального директора ВГТРК.
В 2003 году защитил диссертацию на соискание учёной степени кандидата исторических наук по теме «Организационное строительство отечественной военной контрразведки: 1914—1920 гг.».
Защитил диссертацию на соискание учёной степени доктора исторических наук по теме «Деятельность органов ВЧК-ОГПУ по обеспечению безопасности РККА (1921—1934 гг.)».
Доцент кафедры истории Отечества и органов безопасности Академии ФСБ и профессор кафедры новейшей отечественной истории Института истории и политики МПГУ. Читает специальный курс «Спецслужбы нашей страны: история и современность».
Президент Общества изучения истории отечественных спецслужб. Член научного совета Российского военно-исторического общества.

### Семья
46-летний сын А. А. Здановича Евгений в 2019 году приговорён судом к 10 годам заключения в колонии строгого режима по делу о приобретении 116 граммов гашиша и 46 граммов марихуаны для дальнейшей продажи, которую он осуществить не успел, так как был задержан в тот же день.

## Награды
Награждён медалью «Патриот России».

## Научные труды
А. А. Зданович является одним из авторов 6-го тома 12-томной истории «Великая Отечественная война 1941—1945 годов» (Москва: «Кучково поле», 2013. — 920 с. — ISBN 978-5-9950-0340-3): ТАЙНАЯ ВОЙНА. РАЗВЕДКА И КОНТРРАЗВЕДКА В ГОДЫ Великой Отечественной войны, в котором впервые в научный оборот были введены более 400 рассекреченных документов о деятельности советской контрразведки.

### Монографии
- Таратута Ж. В., Зданович А. А. Таинственный шеф Мата Хари. М., 2000.
- Зданович А. А. Свои и чужие — интриги разведки. — М.: Олма Медиа Групп, 2002. — 317 с. — ISBN 9785224032549.
- Зданович А. А. Отечественная контрразведка (1914—1920): Организационное строительство. — М.: Крафт+, 2004. — 240 с.
- Зданович А. А., Измозик В. С. Сорок лет на секретной службе. М., 2007.
- Зданович А. А. Деятельность органов ВЧК — ОГПУ по обеспечению безопасности РККА в 1921—1934 гг. — М.: Кучково поле, 2008
- Зданович А. А. Органы государственной безопасности и Красная армия. — Икс-Хистори, Кучково поле, 2009. — 802 с. — ISBN 9785995000365.
- Зданович А. А. СМЕРШ на пути к Победе: архивное дело № 14.5: 95-летию советской — российской военной контразведки посвящается. — М.: Крафт+, 2014. — 257 с. ISBN 978-5-93675-211-7
- Зданович А. А. Польский крест советской контрразведки: польская линия в работе ВЧК-НКВД 1918—1938. — М.: Крафт+, 2017. — 480 с. (Архивное дело №…; Р-8470).; ISBN 978-5-93675-239-1 : 1000 экз.

### Статьи
- Зданович А. А. Латышское дело.// Военно-исторический журнал. — 2004. — № 3. — С. 25—32.
- Зданович А. А. «Польская воинская часть … высоко поднимет вес и авторитет поляков в ходе войны и в становлении послевоенной Европы». Рождение Войска Польского (1942—1944 гг.). // Военно-исторический журнал. — 2011. — № 2. — С.48-54.
- Зданович А. А. «Дело Мясоедова». Новый этап изучения или бег по кругу. // Новейшая история России. 2014. № 3. С. 234—247.
- Зданович А. А. О розыске советских военнопленных в Афганистане. // Советское военное присутствие в Афганистане. 1979—1989: Проблемы исследования. (Материалы круглого стола 4 февраля 2014. М. 2014. С. 125—130.
- Зданович А. А. Контрразведка царской России в Первой мировой войне: организационные и правовые проблемы функционирования. //Великая война. Сто лет. Сборник докладов на научной конференции 11 декабря 2013 г. «Россия и Первая мировая война: история и память». М. 2014. С. 39-51.
- Зданович А. А. «Реформы со знаком вопроса». Военная контрразведка в 1940—1941 гг. // Военно-исторический журнал. № 4. 2014. С. 33-38.
- Зданович А. А. Центральные органы военной контрразведки в системе государственного и военного управления. // Великая Отечественная война. Т. 11. М., 2015. С. 452—473.
- Зданович А. А. Создание и деятельность Главного управления контрразведки «Смерш». Доклад на военно-научной конференции с руководящим составом Вооруженных сил РФ, посвященной 70-летию Победы в Великой Отечественной войне. // Вестник Академии военных наук. 2015. № 2 (51). С. 69-74.
- Зданович А. А. «Операция Радецки»: реальность и вымыслы. // Военно-исторический журнал. № 5. 2015. С. 10-16.
- Зданович А. А. Контрразведывательное обеспечение стратегической наступательной операции «Багратион». // Беларусь: памятное лето 1944 года. Материалы научно-практической конференции, посвященной 70-летию освобождения Беларуси от немецко-фашистских захватчиков. Минск, 19-20 июня 2014. Минск, 2015, С. 244—269.
- Зданович А. А. «Деятельность иностранных разведок в России во время Первой мировой войны». // Журнал «Клио». № 1 (109). 2016, С. 167—173).
- Зданович А. А. «Помогли не угрозы… а сила аргументов». Особый отдел ВЧК против 2-го отдела польского генштаба: ликвидация резидентуры «Сверщ» в 1920 г. // Военно-исторический журнал. № 3. 2016. С. 37-42.
- Зданович А. А. Чекистские операции по польской линии в 1918 г. // Новейшая история России. № 3 (17). 2016. С. 7-26.
- Зданович А. А. «Синдикат-2»: предыстория операции. // Исторические чтения на Лубянке. ХХ лет. М., 2017. С. 64-81.
- Зданович А. А. Органы военной контрразведки в предвоенные годы. // Материалы международной научной конференции «К 75-летию начала Великой Отечественной войны: на грани катастрофы». Брянск. 2017. С.494-506).